# Степанец, Василий Степанович
Василий Степанович Степанец (1918 год, село Хворостановка — дата и место смерти не известны) — тракторист совхоза «Костряковский» Фёдоровского района Кустанайской области, Казахская ССР. Герой Социалистического Труда (1957).

## Биография
Родился в 1918 году в крестьянской семье в селе Хворостановка. 
Участник Великой Отечественной и советско-японской войн. 
Работал трактористом в совхозе «Костряковский» Фёдоровского района.
Досрочно выполнил свои личные социалистические обязательства во время освоение целинных и залежных земель в Казахстане. Указом Президиума Верховного Совета СССР от 11 января 1957 года за особо выдающиеся успехи, достигнутые в работе по освоению целинных и залежных земель, и получение высокого урожая удостоен звания Героя Социалистического Труда с вручением ордена Ленина и золотой медали «Серп и Молот».